# Pterospermum grewiifolium
Pterospermum grewiifolium är en malvaväxtart som beskrevs av Jean Baptiste Louis Pierre. Pterospermum grewiifolium ingår i släktet Pterospermum och familjen malvaväxter. Inga underarter finns listade i Catalogue of Life.